# Ghiaie (Bonate Sopra)
Ghiaie [ˈɡjaːje] (Gére [ˈʤeɾɛ] in dialetto bergamasco) è una frazione di Bonate Sopra, in provincia di Bergamo. Parte del territorio è compreso nel parco locale di interesse sovracomunale del fiume Brembo.

## Società

### Religione

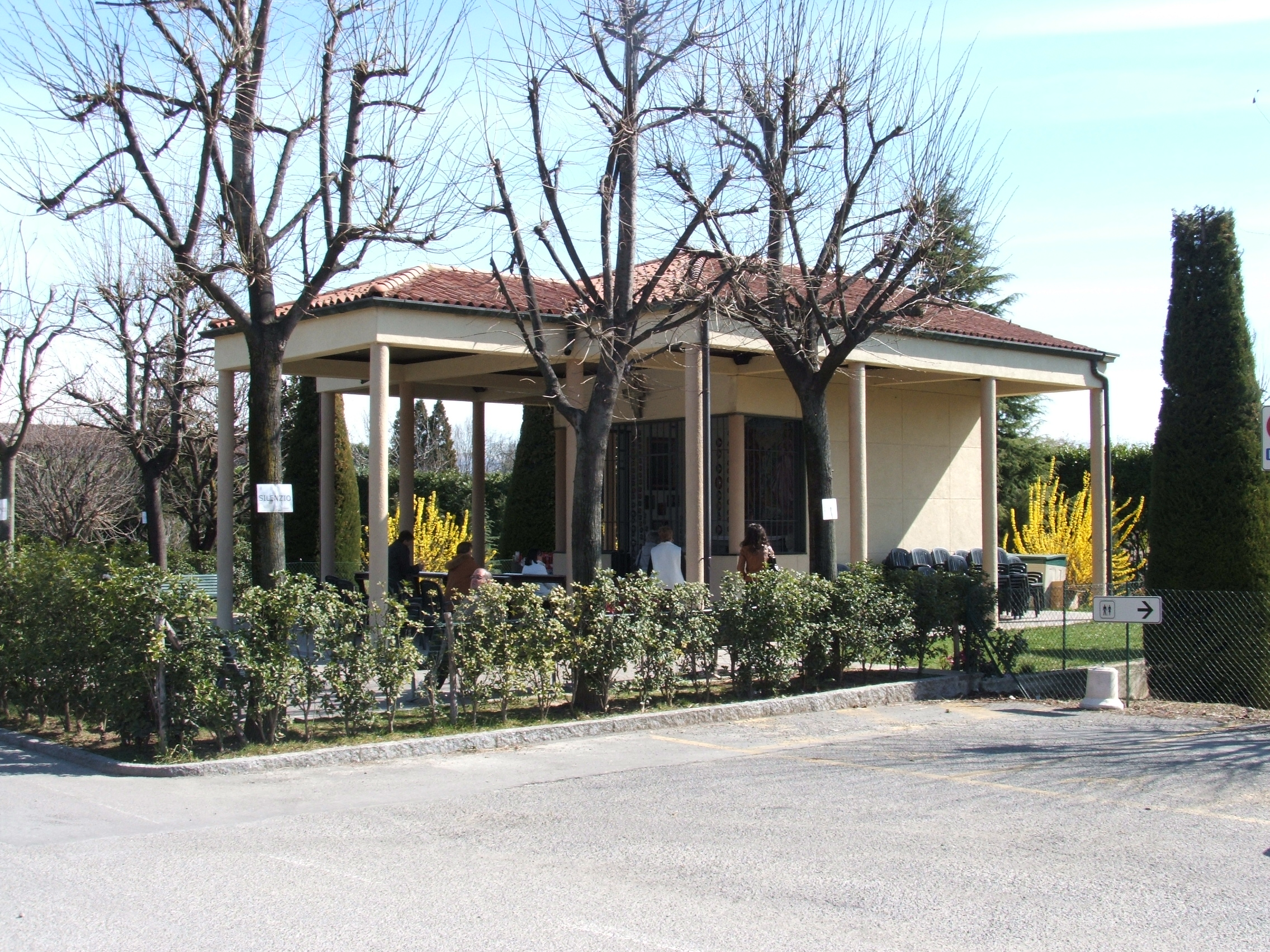
Oratorio posto sul luogo delle apparizioni

Nel maggio 1944, una bambina di sette anni, di nome Adelaide Roncalli, affermò di avere avuto 13 apparizioni della Santa Famiglia e di Maria Santissima. Alle ultime presunte apparizioni, dal 29 al 31 maggio 1944, sarebbero stati presenti diverse migliaia di fedeli. Un filmato girato dal documentarista Vittorio Villa, a fine maggio del 1944, attesterebbe la presenza di folte schiere di pellegrini.
Le apparizioni sarebbero avvenute nella contrada Torchio.

## Cultura

### Eventi
Nelle prime due settimane del mese di settembre si svolge la festa patronale.